# Al-Tartusi

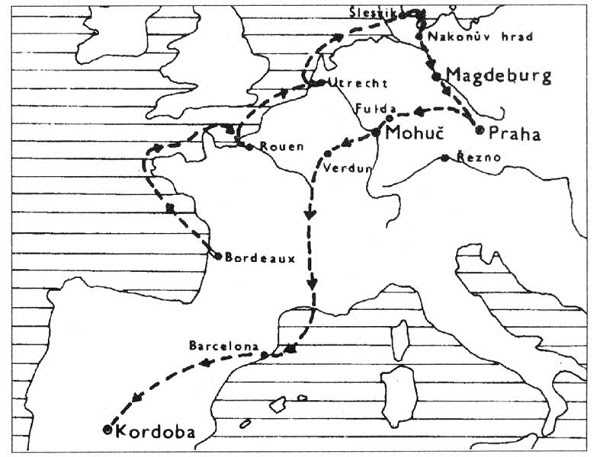
Al-Tartusis resväg genom Europa.

Al-Tartusi var en judisk köpman som efterlämnade sig en skildring av en resa i de slaviska områdena 965-966. Resan gick bland annat till Prag, Schwerin, Mecklenburg och Hedeby.
Abraham ben Jacob är mer känd under sitt arabiska namn Ibrâhîm ibn Ya`qûb (al-Tartushi eller al-Ṭurṭûshî).
Han var utsänd av kalifatet i Córdoba. Förutom att vara köpman arbetade han sannolikt med både diplomati och spionage under sina färder. Hispano-arabisk, sefardisk judisk skriftlig och muntlig historia liksom som hans egna skrifter visar på en judisk bakgrund. Hans familj kom från det moriskt styrda Ṭurṭūšah nära mynningen av Ebro och han själv bodde troligen i Cordoba.
Under åren 961–966 reste han i Väst- och Centraleuropa, bland annat till Italien där han kom till Rom. Han fick audiens hos den tyskromerske kejsaren Otto I under den första veckan av februari 962. 
Memoarer och kommentarer från hans resor, som kanske först presenterades för kalifen i Cordoba al-Hakam II (961-76), har försvunnit, det finns endast bevarade utdrag av senare författare som Abu Abdullah al-Bakris bok om huvudvägar och kungadömen. 
Hans arbete är allmänt känt som den första tillförlitliga beskrivningen av den polska staten under Mieszko I:s tid. Han var den förste historiskt kända härskaren av Polen. 
Han är också känd för sina beskrivningar av hur vikingarna bodde i Hedeby, av nakonid-befästningen Mecklenburg (i nuvarande kommunen Dorf Mecklenburg), samt av vad som med all sannolikhet var kärnan i det senare hertigliga slottet och palatset i Schwerin. 
Ibrahim ibn Yaqub har en unik plats i den tjeckiska historien som den första att nämna staden Prag skriftligen, år 965, då den beskrevs som en "välbesökt handelsplats". 973 grundades biskopsstolen i Prag.

## Från källtexterna
Om Prag:
- Staden är byggd av kalksten och är den största staden i termer av handel. Hit kommer hit ryssar från Krakow och slaver med varor. Deras slaviska varor går till lands och sjöss till Ryssland och Konstantinopel.

Beskrivning av Hedeby (då danskt):
- Hedeby är en mycket stor stad vid världens ände av havet ... Invånarna dyrkar Sirius, med undantag för en liten minoritet av kristna som här har sin egen kyrka ... Den som gör djuroffer, placerar det vid ingången till sitt hem och hänger det på stavar. Det kan vara en bit av boskap, lamm, get eller gris, så att grannar kan se att man offrar för ära sin Gud. (Al-Tartushi har troligen bevittnat vikingarnas försök att konservera kött genom att salta och torka det) Stadens fattiga säljer sig själva för att överleva. Människorna äter främst fisk, som finns i överflöd. Barn blir ofta kastade i havet på grund av fattigdom. Rätten till skilsmässa hör till kvinnorna ... Målning av ögonen är en annan egenhet, när de använder den, ökar faktiskt skönheten hos både män och kvinnor. Dessutom: Jag har aldrig hört hemskare sång än från dessa människor, baserat på att deras halsar rungar som skällande hundar men mer bestialiskt. (strupsång eller jojk?)